# Saša Kovačević (chanteur)
Pour les articles homonymes, voir Kovačević.
Aleksandar "Saša" Kovačević (en serbe cyrillique : Саша Ковачевић ; né le 27 juillet 1985 à Zemun) est un chanteur serbe.

## Biographie
Saša Kovačević est né le 27 juillet 1985 à Belgrade, dans la municipalité urbaine de Zemun. Il a terminé ses études secondaires à l'école de musique Kosta Manojlović de Zemun, dans la section de piano, puis a suivi les cours de l'Académie des beaux-arts, un établissement privé dépendant de l'Université Alpha, dans le département Enregistrement et conception sonore. Il a fait sa première apparition à la télévision en 2004, dans le cadre du festival Sunčane skale d'Herceg Novi, avec une chanson intitulée Pakao i raj (« Enfer et Paradis ») qui lui a apporté le succès.
En 2005, il a participé au Festival de la radio avec la chanson Korak do dna et, en 2006, il a édité un premier album intitulé Jedina si vredela, qui comportait le titre Ruka za spas (« Une main secourable »), marquant ainsi le début de sa collaboration avec le label City Records (en serbe : Siti rekords) ; le titre Ruka za spas a connu un grand succès. En 2007, Saša Kovačević a reçu le prix de la découverte de l'année puis il a remporté le prix de la chanson Beogradski pobednik de chanteur pop de l'année ; il a également obtenu le Second prix dans la catégorie « Musique pop » du Festival de musique de Vrnjačka Banja avec la chanson Lazu te et a remporté le concours du Festival de la radio avec le titre Bolji covek.
À la fin de 2008, il a sorti son premier duo avec la chanteuse Emina Jahović, intitulé Još ti se nadam ; en 2009, il a reçu un prix pour cette chanson.
En 2001, Saša Kovačević a été fait citoyen d'honneur de Zemun.

## Discographie[2]

### Singles
- 2011 : Idemo Do Mene (avec Nikolina Pišek)
- 2011 : Bežimo Iz Grada
- 2011 : Kako Posle Nas
- 2012 : Lapsus
- 2013 : Piši Propalo
- 2013 : Slučajno
- 2013 : Nothing But The Faith
- 2014 : Mogli Smo Sve
- 2014 : Branim
- 2014 : Noć Do Podne
- 2015 : Gde Smo Moja Ljubavi
- 2015 : Rano Je
- 2015 : Rođendan
- 2016 : Živim Da Te Volim
- 2016 : Zamalo Tvoj
- 2016 : Temperatura
- 2017 : Temperatura (spanish version)
- 2017 : Kažeš Ne
- 2017 : Dices No (spanish version)
- 2018 : Bez Tebe Me Nema
- 2018 : Jedra
- 2019 : Prevarena